# Kész átverés
A Kész átverés 1997. november 22-én indult az RTL Klubon. A műsor lényege az ismert, vagy véletlenszerűen kiválasztott szereplők félrevezetése, becsapása, humoros átverése.

## Története
Magyarországon a Kész átverés az RTL Klub saját gyártású műsora, de ma már a Cool TV-n is sugározzák. Sebestyén Balázs és csapata állít csapdát a sztároknak és néha még civileknek is. Azt is láthatják a nézők, mi zajlik a színfalak mögött, azaz hogyan röhögnek a készítők, miközben megviccelnek valakit. 2022. augusztus 8-tól az RTL Gold is ismétli az epizódokat a Bochkor-Boros-érától kezdve, ezek az adások az RTL+-on is elérhetőek.

## Érdekességek
Az 1999. január 30-i, szombati adás elmaradt az aznapi Nemzeti Gyásznap miatt. Ekkor a deutschlandsbergi buszbaleset miatt volt gyásznap Magyarországon.
Az ezredforduló környékén egy nő az autójával továbbhajtott mikor rendőrök jelezték neki, hogy álljon meg. A nő azzal magyarázta, hogy azt hitte a Kész átverésben van.
Fekete Pákót 8-szor verték át a műsorban.

## Évadok
| Évad | Adások száma | Első adás            | Utolsó adás        | Műsorvezető               |
| ---- | ------------ | -------------------- | ------------------ | ------------------------- |
| 1.   | minimum 18   | 1997. november 22.   | 1998. november 28. | nincs információ          |
| 2.   | 3            | 1998. december 26.   | 1999. február 26.  | Reviczky Gábor            |
| 3.   | 23           | 1999. május 1.       | 2001. május 26.    | Bochkor Gábor Boros Lajos |
| 4.   | 40           | 2001. szeptember 29. | 2006. október 19.  | Jáksó László              |
| 5.   | 21           | 2006. november 16.   | 2009. május 7.     | Sebestyén Balázs          |
| 6.   | 4            | 2009. október 3.     | 2009. november 26. | Cooky                     |
| 7.   | 3            | 2010. március 4.     | 2010. április 29.  | Veres Róbert 'MC DC'      |
| 8.   | 4            | 2010. szeptember 16. | 2010. december 9.  | Benkő Dániel              |